# Lac Parón
Le lac Parón est un lac situé au Pérou dans la cordillère Blanche, au Pérou.
Le lac Parón est situé à 32 km de la ville de Caraz, la capitale de la province de Huaylas, à une altitude de 4 155 m. Sa superficie est de 44,3 km, son diamètre de 3,7 km, sa largeur de 700 m et sa profondeur de 75 m. Son volume est estimé à 55 millions de mètres cubes. Il est utilisé comme réservoir pour alimenter la centrale hydroélectrique Cañón del Pato, l'une des principales centrales électriques du Pérou.

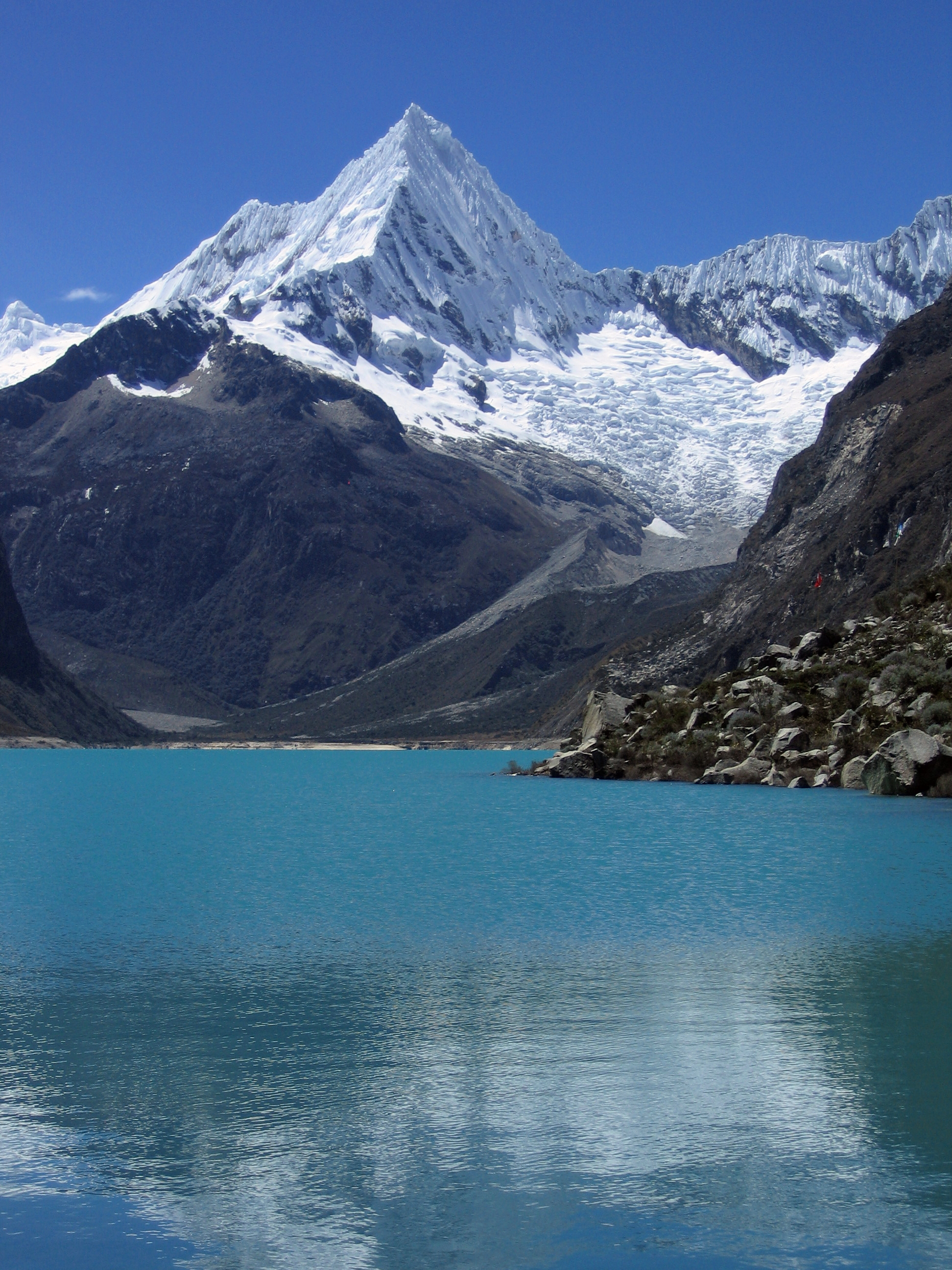
Vue du lac.

Le lac Parón est la principale étendue d'eau de la cordillère Blanche. Par temps clair, il est possible de distinguer, depuis les rives du lac, l'Artesonraju, les nevados Pirámide, Huandoy Norte, Pisco, Chacraraju et Paria. 
Le 29 juillet 2009, les autorités de la communauté Cruz de Mayo, utilisateurs de droit des eaux du bassin, se saisirent des installations de l'entreprise Duke Energy, propriétaire de la centrale hydroélectrique Cañón del Pato, invoquant les dommages que sa gestion de l'eau causait aux cultures et au réseau d'irrigation, ainsi que son impact sur la qualité de l'eau de la station d'eau potable de la ville de Caraz. Cette action permet au lac de retrouver son niveau d'origine.
Entre 2009 et 2014, l'entreprise Duke Energy et les communautés locales ont mis en place un processus de dialogue, puis ont établi le mécanisme appelé de Mesa de diálogo (en français : Table de travail), sous le patronage du gouvernement du Pérou. La Mesa de Diálogo se conclut en février 2014, par la signature d'un accord autorisant l'entreprise à utiliser l'eau du lac pour générer de l'électricité, sous la supervision d'un tiers indépendant.